# 普穷
普穷（藏語：ཕུར་བྱུང，威利转写：phur byung，1937年—），男，藏族，西藏仁布人，中华人民共和国政治人物，曾任中共西藏自治区党委常委，西藏自治区人民政府副主席，西藏自治区人大常委会副主任。